# Henri de Bourbon (1544-1611)
Pour les autres membres de la famille, voir Maison de Bourbon-Lavedan.
Henri I de Bourbon (né le 20 février 1544 et mort en 1611 à Miremont, âgé de 67 ans) est 6e vicomte titulaire de Lavedan, baron de Malause.

## Biographie
Fils de Jean de Bourbon (?-1549), 3e vicomte de Lavedan, gouverneur de Navarre,
- marié 1° en 1529 à Antoinette d'Anjou, fille de René d'Anjou, Baron de Mézières, et de sa femme Antoinette de Chabannes, Dame de Saint-Fargeau,
- puis 2° en 1539 à Françoise de Silly (?-1571 ; fille d'Aimée Motier de La Fayette, dame de Laigle, et de son mari François de Silly-Longray — frère de Jacques de Silly, évêque de Sées, abbé de St-Pierre et de Cerisy ; branche aînée des de Silly, famille normande du Cotentin dont la branche cadette était constituée par les Silly-La Roche-Guyon.

Françoise de Silly est la mère d'Henri de Bourbon, qui était le petit-fils paternel de Charles de Bourbon-Lavedan et de sa femme Louise du Lion, vicomtesse de Lavedan. Henri eut pour parrain Henri II d'Albret, roi de Navarre.
Il est, depuis le 23 octobre 1573, chambellan de Henri de Bourbon, roi de Navarre (futur Henri IV) et lieutenant général de la compagnie des gendarmes de sa garde, qu'il servit dans toutes ses guerres. 
Il est gentilhomme ordinaire de la chambre du roi en 1577, général et gouverneur du pays de Gévaudan, lieutenant du roi de Navarre en Rouergue en 1581, conseiller des États de Navarre.
Henri de Bourbon était chevalier de l'Ordre de Saint-Michel.

### Mariage et descendance
Marié à Françoise de Saint-Exupéry, dame de Miremont, fille aînée de Guy de Saint-Exupéry, seigneur de Miremont, bailli des montagnes d'Auvergne, et de sa femme Madeleine de Saint-Nectaire (1526-1575), célèbre femme de guerre surnommée l'Amazone de son siècle ou la Fière amazone, dont:
1. Élie de Bourbon, né en 1572 et mort au berceau
2. Henri de Bourbon (1575-1647), baron et 1er marquis de Malause
3. Jacques de Bourbon, mort jeune
4. Madeleine de Bourbon (? - 1638), épouse de Gilbert-François de Cardaillac (? - Gard, 10 mars 1622), marquis de Cardaillac, baron de La Chapelle-Marival, fils de Henri Antoine de Cardaillac de Boisbonne, seigneur et baron de La Chapelle-Marival, et de sa femme Vittoria d'Aquino, fille de Antonio IV d' Aquino (? - Châteauneuf-sur-Loire, 1555), 2e Marchese di Corato, et de sa femme Isabella Caracciolo (? - 1555), et a eu descendance: Claude de Cardaillac, Victor-Gilbert de Cardaillac, marquis de Cardaillac, baron de La Chapelle-Marival, et Victoire de Cardaillac, femme de Dom Luís de Lima e Brito Nogueira (? - 26 juin 1647), 1er Conde dos Arcos par le roi Philippe II de Portugal le 8 février 1620, avec descendance
5. Françoise de Bourbon, épouse de Bertrand de Peyronenc, seigneur de Chamarans

### Sources
- Anselme de Sainte-Marie, Histoire généalogique et chronologique de la maison royale de France, des pairs, grands officiers de la couronne & de la maison du Roy, & des anciens barons du royaume ..., 1726